# Кедреновский, Олег Георгиевич
Олег Георгиевич Кедреновский (род. 25 декабря 1928) — советский и российский архитектор. Заслуженный архитектор Российской Федерации (1999). Лауреат Государственной премии СССР (1981).

## Биография

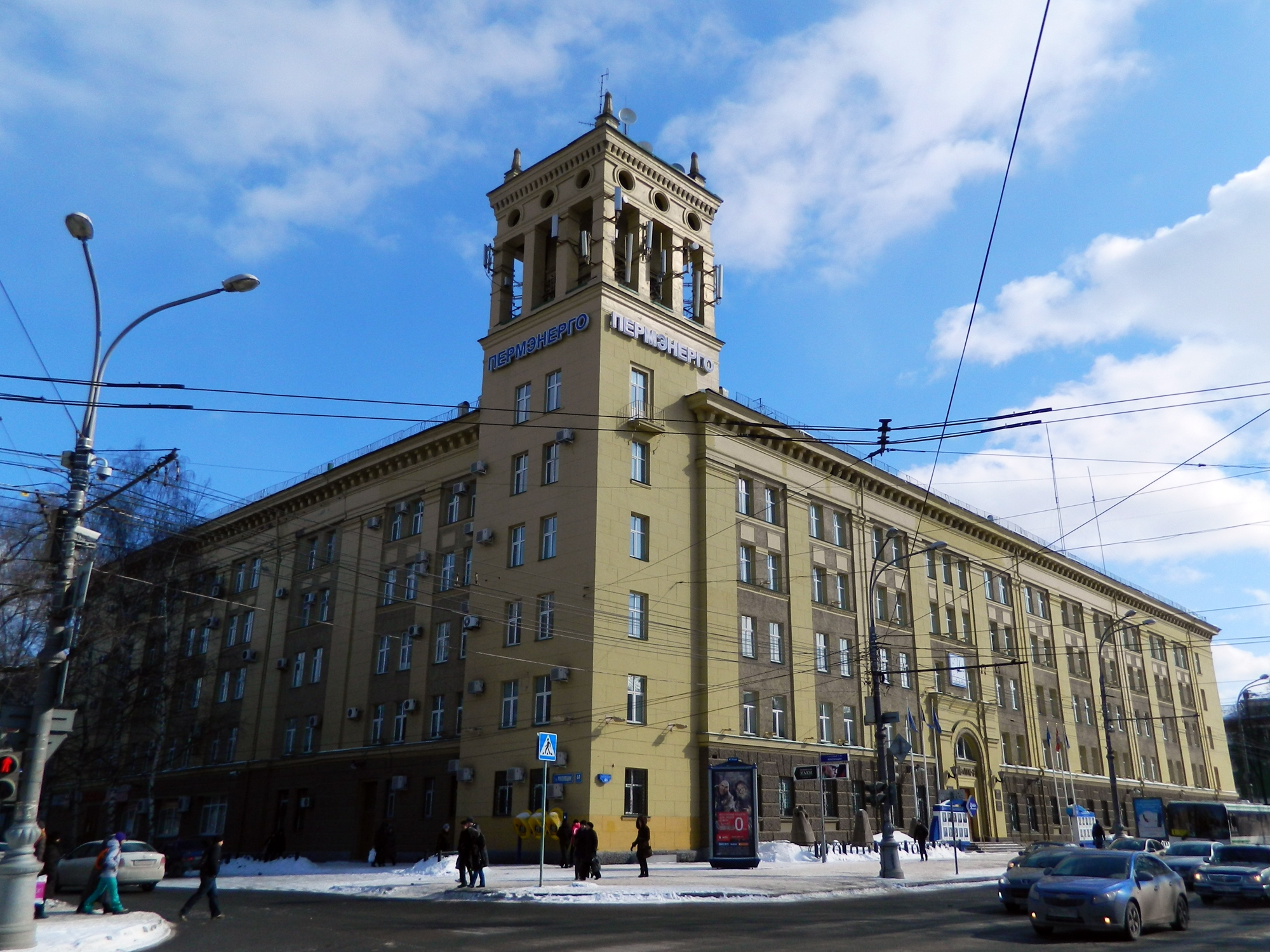
Здание Пермэнерго

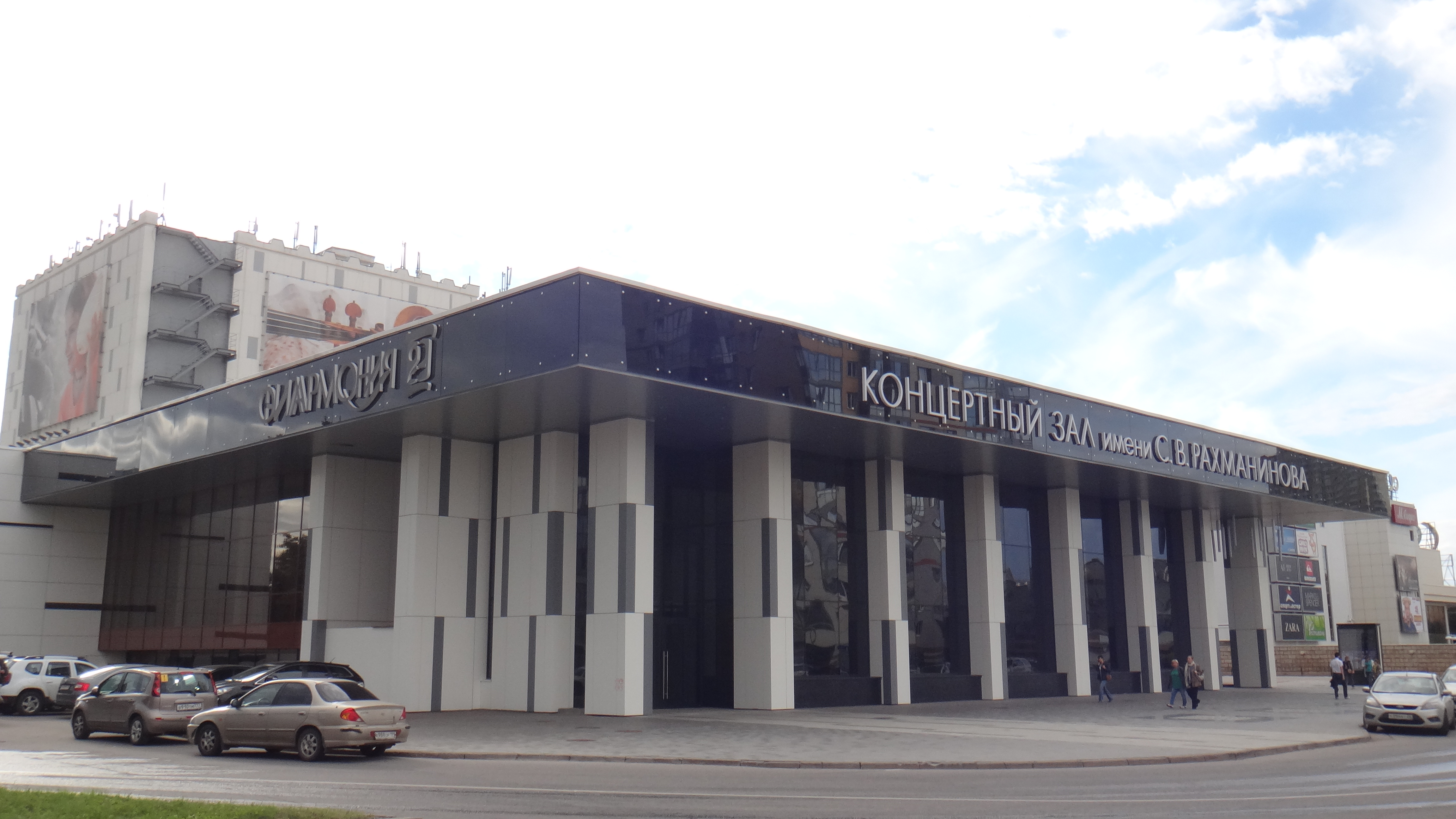
Культурный центр Олимпийской деревни

Родился 25 декабря 1928 года. После окончания Московского архитектурного института был направлен в Пермь. Там он спроектировал и построил кинотеатр, реконструировал кафедральный собор под музей с сохранением иконостаса. Совместно с архитектором Д. Я. Рудником построил здание Пермэнерго с угловой башней.
В 1956 году, после возвращения в Москву, поступил на работу в мастерскую № 7 управление «Моспроект-1». Затем длительное время работал в мастерской № 15 под руководством архитектора Е. Н. Стамо. На О. Г. Кедреновского также оказали влияние архитектурные школы Б. С. Мезенцева и Л. В. Руднева.
В Москве О. Г. Кедреновский спроектировал и построил ряд жилых домов и административных зданий. Среди его работ Центральный дом радиоэлектроники на проспекте Вернадского (совместно с Г. Я. Чалтыкьяном и А. Поповым), издательство «Прогресс» на Зубовском бульваре (совместно с Е. Н. Стамо), 25-этажный жилой дом с монолитным ядром жёсткости на 2-м Сетуньском проезде (1970—1974, совместно с Е. Н. Стамо), административное здание внешнеторгового объединения «Союзэкспорт» на Зубовском бульваре, лабораторный корпус Министерства энергетики СССР. Занимался разработкой интерьеров Дома обуви, Дома тканей и Дома фарфора на Ленинском проспекте. По его проектам в Матвеевском был построен ряд 16-этажных жилых домов. Спроектировал и построил учебно-тренировочный бассейн в 25-м квартале Юго-Запада (1964, совместно с архитектором Г. Я. Чалтыкьяном и инженером Е. А. Сусловым) и блок обслуживания в квартале 32—33 Юго-Запада (1965, совместно с архитектором Е. Н. Стамо и инженером  Е. А. Сусловым).
В числе наиболее значительных работ О. Г. Кедреновского объекты Олимпиады-80. В качестве главного архитектора проектов он спроектировал и построил гостиницу «Спорт» на Ленинском проспекте, культурный центр и директорат в Олимпийской деревне. За эту работу он бы удостоен Государственной премии СССР.
Принимал участие в архитектурных конкурсах. Выполненный О. Г. Кедреновским совместно с А. Г. Рочеговым и Е. Н. Стамо проект музея В. И. Ленина удостоился 2-й премии в первом туре конкурса и 3-й премии во втором туре. Автор конкурсного проекта ратуши в Амстердаме (1968, совместно с А. Г. Рочеговым и Е. Н. Стамо).
Жил в Москве по адресу: Мосфильмовская улица, 24.

## Награды и звания
- Государственная премия СССР (1981) — за архитектуру Олимпийской деревни в г. Москве[9]
- Заслуженный архитектор Российской Федерации (1999)[10]